# Ashern (Manitoba)
Ashern ist eine kleine Gemeinde in Manitoba, Kanada. Der Ort liegt etwa 160 km nördlich von Winnipeg am Highway 6 und am Manitobasee. Ferner führt die PR 325 durch Ashern. Etwa 3 km südlich des Ortes liegt der „Ashern Airport“.
Ashern wurde 1918 nach dem Eisenbahnarbeiter A.S. Hern benannt. Heute ist Ashern touristisch geprägt, es verfügt über drei Badestrände am Manitobasee und mit den umliegenden Seen (Manitobasee, Dog Lake und Lake St. Martin) über gute Angel- und Fischmöglichkeiten und Gelegenheiten für alle Arten von Wassersport. Ferner bietet die Umgebung Jagdmöglichkeiten, vor allem auf Gänse und Enten. Es stehen diverse Sportplätze und -hallen zur Verfügung, unter anderem ein 9-Loch-Golfplatz. Ashern bietet eine Vielzahl von Übernachtungsmöglichkeiten (unter anderem einem Campingplatz) und Gaststätten. Ashern verfügt mit den „Ashern Pioneer Museum“ über ein heimatkundliches Museum mit 3880 Ausstellungsobjekten. Das Sammlung des Museums ist über fünf Gebäude verteilt, die anglikanische Kirche, die Post, die „Darwin School“, das C.N. Building und das R.M. Building. Die Ausstellungsobjekte wurden von Einwohnern Asherns gestiftet. Das Museum ist von Juni bis September geöffnet. Im Juni findet ein Barbecue zur Eröffnung des Museums statt. Neben dem Tourismus gilt Ashern als wirtschaftlicher Mittelpunkt der umliegenden Gemeinden.
Alljährlich am Labor Day finden das Annual Ashern Rodeo sowie die Ashern Horse Show statt.
Ashern hat mit dem „Lakeshore General Hospital“ ein eigenes Krankenhaus.
Der Schauspieler Adam Beach wurde hier geboren.